# أرض البرتقال الحزين (كتاب)
أرض البرتقال الحزين هي مجموعة قصصية للكاتب الفلسطيني غسان كنفاني صدرت أولى طبعاتها عام 1962.
وقد حاول فيها تصوير الشخصية الفلسطينية أمام قدرها سواء في الداخل الفلسطيني مثل قصص: ورقة من الرملة، ورقة من غزة، السلاح المحرم، الأفق وراء البوابة.

## الكاتب
غسان كنفاني (عكا 8 أبريل 1936 - بيروت 8 يوليو 1972)، روائي وقاص وصحفي فلسطيني تم اغتياله على يد جهاز المخابرات الإسرائيلية الموساد في 8 يوليو 1972 عندما كان عمره 36 عاما بتفجير سيارته في منطقة الحازمية قرب بيروت.
كتب بشكل أساسي بمواضيع التحرر الفلسطيني، وهو عضو المكتب السياسي الجبهة الشعبية لتحرير فلسطين.
في عام 1948 أجبر وعائلته على النزوح فعاش في سوريا ثم في لبنان حيث حصل على الجنسية اللبنانية. أكمل دراسته الثانوية في دمشق وحصل على شهادة البكالوريا السورية عام 1952.
وفي ذات العام تسجّل في كلية الأدب العربي في جامعة دمشق ولكنه انقطع عن الدراسة في نهاية السنة الثانية، انضم إلى حركة القوميين العرب التي ضمه إليها جورج حبش لدى لقائهما عام 1953. ذهب إلى الكويت حيث عمل في التدريس الابتدائي، ثم انتقل إلى بيروت للعمل في مجلة الحرية (1961) التي كانت تنطق باسم الحركة مسؤولا عن القسم الثقافي فيها، ثم أصبح رئيس تحرير جريدة (المحرر) اللبنانية، وأصدر فيها (ملحق فلسطين) ثم انتقل للعمل في جريدة الأنوار اللبنانية وحين تأسست الجبهة الشعبية لتحرير فلسطين عام 1967 قام بتأسيس مجلة ناطقة باسمها حملت اسم «مجلة الهدف» وترأس غسان تحريرها، كما أصبح ناطقا رسميا باسم الجبهة الشعبية لتحرير فلسطين.
تزوج من سيدة دانماركية (آن) ورزق منها ولدان هما فايز وليلى. أصيب مبكرا بمرض السكري. بعد استشهاده، استلم بسام أبو شريف تحرير المجلة.

غسان كنفاني

## نبذة عن الكتاب
تصور المجموعة القصصية حالة الفقد، والتهجير من الوطن، معتمدا على الواقع والخيال، فغسان كنفاني عاش تفاصيلَ مشابهة لما عاشه بطل «أرض البرتقال الحزين» بعد أن انتقل مع أسرته إلى لبنان، ومن ثم عمل في الكويت. تضمنت المجموعة القصصية:
أبعد من الحدود، الأفق وراء البوابة، السّلاح المحرّم، 3 أوراق من فلسطين، أ-ورقة من الرملة ب- ورقة من الطّيرة ج- ورقة من غزّة، الأخضر والأحمر: 1- النّزال 2- جدول الموت 3- الموت للند، أرض البرتقال الحزين، قتيل في الموصل، لا شيء

## الشخصيات
الجنود اليهود
علي وأخته دلال
أبو علي
أبو عثمان
مصطفى
ناديا
معروف وشخصيات أخرى...

## أعمال مشابهة
«يوميات الحزن العادي» لـ‌محمود درويش، «خارج المكان» لـ‌إدوارد سعيد و«رأيت رام الله» لـ‌مريد البرغوثي ...

## اقتباسات من الكتاب
- لا تمُت قبل أن تكون ندًا.[2]
- أنا أعرف ما الذي أضاع فلسطين..كلام الجرائد لا ينفع يابني، فهم-أولئك الذين يكتبون في الجرائد يجلسون في مقاعد مريحة وفي غرف واسعة فيها صور وفيها مدفأة، ثم يكتبون عن فلسطين، وعن حرب فلسطين، وهم لم يسمعوا طلقة واحدة في حياتهم كلها.
- لم يتيسر للناس أن يدفنوا أبا عثمان كما أراد، ذلك أنه عندما ذهب إلى غرفة القائد ليعترف بما يعرف، سمع الناس انفجاراً هائلاً هدم الدار وضاعت أشلاء أبي عثمان بين الأنقاض.

وقالوا لأمي، وهي تحملني عبر الجبال إلى الأردن، إن أبا عثمان عندما ذهب إلى دكانه قبل أن يدفن زوجه، لم يرجع بالفوطة البيضاء، فقط.

## أُنظر أيضاً
- عائد إلى حيفا
- غسّان كنفاني
- أم سعد

## وصلات خارجية
- آراء القراء حول كتاب أرض البرتقال الحزين  على موقع أبجد